# Férfi 4 × 7,5 km-es biatlonváltó az 1976. évi téli olimpiai játékokon
Az 1976. évi téli olimpiai játékokon a biatlon 4 × 7,5 km-es váltó versenyszámát február 13-án rendezték Seefeldben. Az aranyérmet a szovjet váltó nyerte. Magyar csapat nem vett részt a versenyen.

## Végeredmény
A csapatok tagjainak mindkét sorozatban 8 lövési kísérlete volt az 5 célpontra. Minden hibás találat után 200 méter büntetőkört kellett megtennie a hibázó versenyzőnek. Az időeredmények másodpercben értendők. A lövőhibák a hibás találatok számát mutatják.
| Helyezés | Csapat                                                                                          | Idő                                            | Lövőhiba           |
| -------- | ----------------------------------------------------------------------------------------------- | ---------------------------------------------- | ------------------ |
| Arany    | Szovjetunió (URS) · Alekszandr Jelizarov · Ivan Bjakov · Nyikolaj Kruglov · Alekszandr Tyihonov | 1:57:55,64 29:47,44 30:16,79 29:04,80 28:46,61 | 0 0+0              |
| Ezüst    | Finnország (FIN) · Henrik Flöjt · Esko Saira · Juhani Suutarinen · Heikki Ikola                 | 2:01:45,58 32:00,19 29:12,47 30:52,23 29:40,69 | 2 0+1 0+0 0+1 0+0  |
| Bronz    | NDK (GDR) · Karl-Heinz Menz · Frank Ullrich · Manfred Beer · Manfred Geyer                      | 2:04:08,61 31:02,18 32:47,28 31:30,01 28:49,14 | 5 0+0 2+2 0+1 0+0  |
| 4.       | NSZK (FRG) · Heinrich Mehringer · Gerd Winkler · Josef Keck · Claus Gehrke                      | 2:04:11,86 30:38,46 30:42,83 32:15,08 30:35,49 | 4 1+0 3+0 0+0      |
| 5.       | Norvégia (NOR) · Kjell Hovda · Terje Hanssen · Svein Engen · Tor Svendsberget                   | 2:05:10,28 33:24,66 31:20,50 29:20,67 31:04,45 | 6 0+2 0+3 0+0 0+1  |
| 6.       | Olaszország (ITA) · Lino Jordan · Pierantonio Clementi · Luigi Weiss · Willy Bertin             | 2:06:16,55 31:52,53 31:45,82 30:59,51 31:38,69 | 3 0+1 0+0 0+1      |
| 7.       | Franciaország (FRA) · René Arpin · Yvon Mougel · Marius Falquy · Jean-Claude Viry               | 2:07:34,42 32:17,67 29:58,45 31:40,41 33:37,89 | 5 0+2 0+0 1+0 0+2  |
| 8.       | Svédország (SWE) · Mats-Åke Lantz · Torsten Wadman · Sune Adolfsson · Lars-Göran Arwidson       | 2:08:46,90 32:44,58 32:45,74 31:59,45 31:17,13 | 8 0+3 1+2 0+2 0+0  |
| 9.       | Csehszlovákia (TCH) · Ladislav Žižka · Miroslav Soviš · Antonín Kříž · Zdeněk Pavlíček          | 2:09:06,63 31:45,67 31:49,07 32:32,81 32:59,08 | 4 0+0 0+1 2+1 0+0  |
| 10.      | Románia (ROU) · Nicolae Cristoloveanu · Gheorghe Voicu · Victor Fontana · Gheorghe Gârniţă      | 2:09:54,40 35:23,57 30:26,75 32:01,12 32:02,96 | 7 1+3 0+0 1+0 0+2  |
| 11.      | Egyesült Államok (USA) · Lyle Nelson · Dennis Donahue · John Morton · Peter Dascoulias          | 2:10:17,72 30:29,17 33:11,78 33:09,08 33:27,69 | 4 0+0 0+2 0+1      |
| 12.      | Lengyelország (POL) · Jan Szpunar · Andrzej Rapacz · Ludwik Zięba · Wojciech Truchan            | 2:11:46,54 36:25,42 32:24,37 30:33,06 32:23,69 | 9 4+2 0+2 0+0 1+0  |
| 13.      | Nagy-Britannia (GBR) · Malcolm Hirst · Jeffrey Stevens · Paul Gibbins · Graeme Ferguson         | 2:11:54,36 33:33,15 32:20,13 32:37,31 33:23,77 | 8 0+3 0+1 0+2 1+1  |
| 14.      | Japán (JPN) · Óno Iszao · Degucsi Hirojuki · Szuzuki Manabu · Sirate Josijuki                   | 2:17:09,04 33:19,43 33:08,62 34:27,07 36:13,92 | 10 3+0 0+1 2+1 0+3 |
| 15.      | Ausztria (AUT) · Franz-Josef Weber · Alfred Eder · Klaus Farbmacher · Josef Hones               | 2:18:06,78 33:10,35 34:27,12 34:23,90 36:05,41 | 11 0+2 2+3 0+1 1+2 |